# Сарату (Васлуј)
Сарату (рум. Săratu) насеље је у Румунији у округу Васлуј у општини Станилешти. Oпштина се налази на надморској висини од 19 m.

## Становништво
Према подацима из 2002. године у насељу је живело 57 становника, од којих су сви румунске националности.